# Ophrys de Provence
Ophrys provincialis
Espèce
L’Ophrys de Provence (Ophrys provincialis (Baumann & Künkele) Paulus, 1988) est une espèce de plante herbacée de la famille des Orchidées que l’on ne rencontre que dans le sud-est de la France et peut-être au nord de l’Italie.
L’Ophrys de Provence appartient à la section Euophrys Godfery 1928 du genre Ophrys.

## Caractéristiques

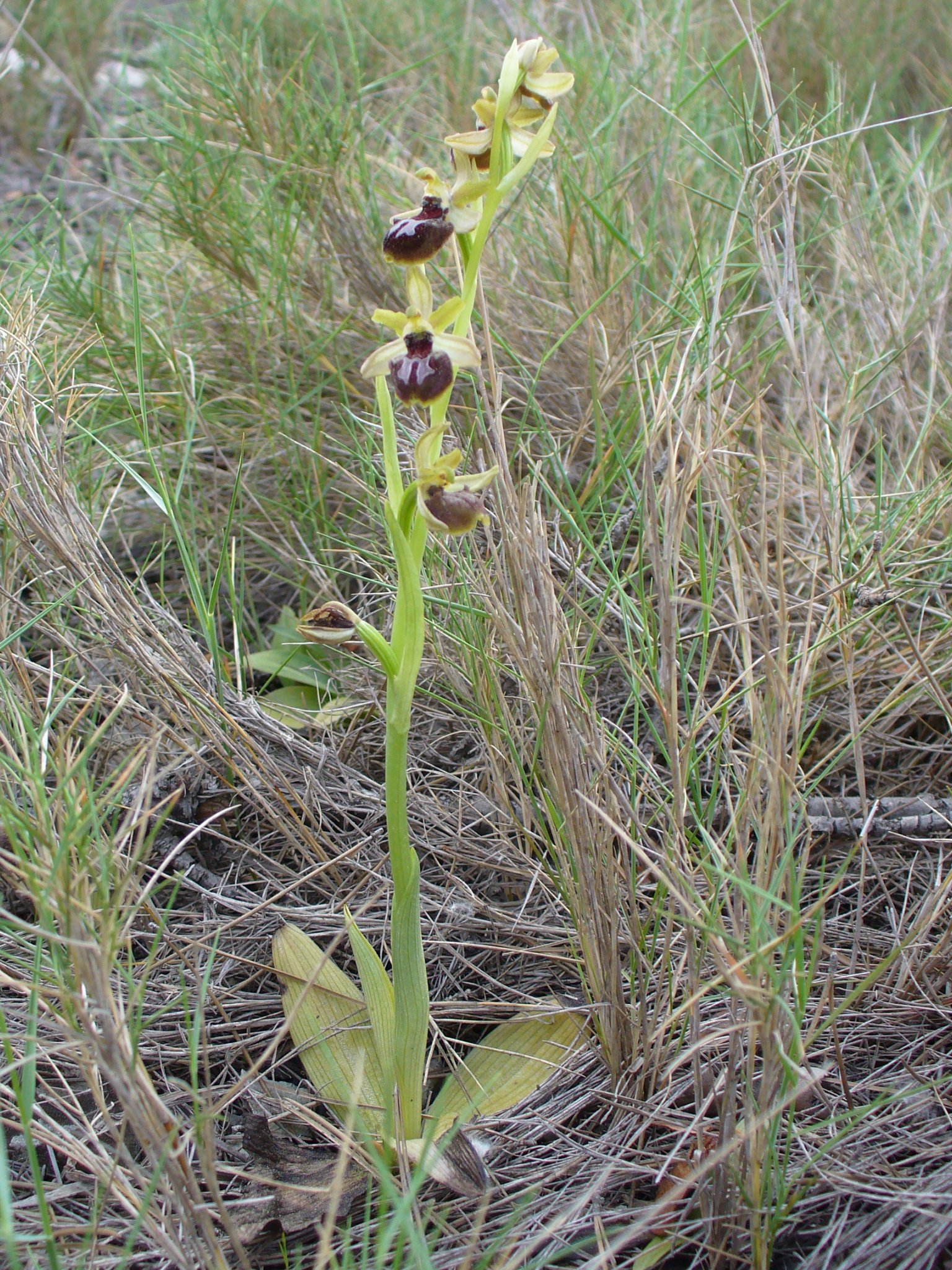
Plante entière

L’Ophrys provincialis est une orchidée terrestre de 20-40 cm de haut. Il fleurit de mars à mai en une inflorescence assez lâche qui se compose généralement de 4 à 8 fleurs.
Les sépales sont verts, parfois légèrement blanchâtres ou rosés.
Les pétales sont vert-brunâtre, les bords sont le plus souvent légèrement ondulés.
Le labelle rougeâtre est généralement entier, parfois très légèrement trilobé. Le labelle comporte une  fine bordure glabre généralement peu visible, d’un rouge plus clair ou de jaune. Il se termine par un appendice jaunâtre triangulaire, petit mais clairement visible. La base est parfois dotée de deux gibbosités semblables à des bosses principalement visibles de profil. La macule assez étendue, gris-bleuté, est nettement bordée d’un liseré blanc. Le champ basal est d’un rouge plus vif caractéristique. L’Ophrys de Provence se distingue également par des pseudo-yeux noirâtres situés dans la cavité stigmatique et reliés par une bordure blanche.
Comme de nombreux autres Ophrys, l’Ophrys provincialis apprécie les pelouses calcaires sèches, plutôt en pleine lumière, les bords de chemin lui conviennent assez bien.

### Article connexe

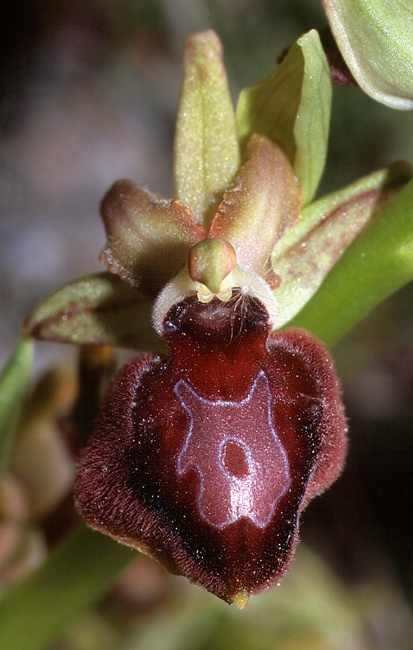
variante (fleur)